# Aedes quadripunctis
Aedes quadripunctis är en tvåvingeart som beskrevs av Frank Ludlow 1910. Aedes quadripunctis ingår i släktet Aedes och familjen stickmyggor.
Artens utbredningsområde är Filippinerna. Inga underarter finns listade i Catalogue of Life.